# Research eu
Research*eu ist eine wissenschaftliche Zeitschrift des Europäischen Forschungsraums, die vom Community Research and Development Information Service (CORDIS) im Namen der Europäischen Kommission in den sechs Sprachen Deutsch, Englisch, Französisch, Spanisch, Italienisch und Polnisch herausgegeben wird.
Unter dem alten Namen FTE info – Magazin über Europäische Forschung (RTD info auf Englisch und RDT info auf Französisch) wurde es seit 1994 von der Europäischen Kommission, Generaldirektion Forschung, herausgegeben und informierte einen breiten Leserkreis über Forschungsergebnisse und wissenschaftliche Debatten. Seit Januar 2008 erscheint das Magazin in der rearch*eu-Familie des CORDIS.
Research*eu ist sowohl online im Internet als auch in gedruckter Form erhältlich. Ein Abonnement ist kostenlos möglich.
Chefredakteurin ist Birgit Alice Ben Yedder (Stand 2021).